# Лобашёв, Михаил Ефимович

Мемориальная доска М. Е. Лобашёву на фасаде дома № 14 по наб. Крюкова канала в Петербурге

Лобашёв Михаи́л Ефи́мович (29 октября [11 ноября] 1907, с. Большое Фролово, Тетюшский уезд, Казанская губерния, Российская империя — 4 января 1971, Ленинград, РСФСР, СССР) — советский генетик и физиолог.

## Биография
Родился 29 октября (11 ноября) 1907 года в селе Большое Фролово Тетюшского уезда Казанской губернии (ныне Буинского района Татарстана).
В 1931 году окончил биологическое отделение Ленинградского университета, учился на кафедре генетики и экспериментальной зоологии. После окончания университета работал на кафедре генетики ассистентом, затем доцентом. В 1932 году стал младшим научным сотрудником в Институте генетики АН СССР, принял участие в нескольких животноводческих экспедициях в Среднюю Азию.
Участник Великой Отечественной войны, в качестве ополченца сражался на Ленинградском фронте. Декан биологического факультета ЛГУ (1947—1948), снят с должности как генетик-«морганист» после августовской сессии ВАСХНИЛ.
В 1949 году стал заведующим лабораторией в Институте физиологии имени И. П. Павлова в Колтушах, где провёл серию сравнительных исследований высшей нервной деятельности беспозвоночных и позвоночных животных.
Профессор ЛГУ имени А. А. Жданова (1953), заведующий кафедрой генетики и селекции ЛГУ (с 1957). Основные труды по физиологии процессов мутации и рекомбинации, генетике поведения, физиологии высшей нервной деятельности и формированию приспособительных реакций в онтогенезе животных.
Михаил Лобашёв был одним из прототипов Сани Григорьева — главного героя романа Вениамина Каверина «Два капитана».
Скончался 4 января 1971 года. Похоронен на Красненьком кладбище Ленинграда.

### Семья
- Сын — Владимир Михайлович Лобашёв (1934—2011) — физик-ядерщик, академик РАН, лауреат Ленинской премии 1974 года.
- Внук — Андрей Владимирович Лобашёв (род. 1974) — кандидат биологических наук, поэт, вокалист групп «Arida Vortex» и Ольви.

## Память
На доме Веге в Петербурге по адресу набережная Крюкова канала, 14, в 2004 году была установлена мемориальная доска (скульптор А. А. Пальмин) с текстом: «В этом доме с 1934 по 1971 год жил и работал выдающийся генетик, ученый и педагог Михаил Ефимович Лобашёв».

## Книги
- Лобашёв М. Е., Савватеев В. Б. Физиология суточного ритма животных. — Л., 1959.

- Сигнальная наследственность // Исследования по генетике. Сб.1. Под ред. М. Е. Лобашёва. — Л., изд. ЛГУ
- Лобашёв М. Е. Генетика: Учебник. — 1-е изд. — Л.: ЛГУ, 1963.

- Лобашёв М. Е. Генетика: Учебник. — 2-е изд. — Л.: ЛГУ, 1967. — 752 с.

- Лобашёв М. Е. Генетика: Учебное пособие для биологических факультетов университетов. — изд. 2-е, стереотипное. — Л.: ЛГУ, 1969. — 752 с.

- Лобашёв М. Е., Ватти К. В., Тихомирова М. М. Генетика с основами селекции: Учебник для пед.ин-тов. — М.: Просвещение, 1970. — 431 (с илл.+1накидка на мел. бум.+1цвет. накидка) с.

- Физиологическая генетика / Под ред. М. Е. Лобашёва и С. Г. Инге-Вечтомова. — Л., 1976.